# Еберхард фон Изенбург-Гренцау
Еберхард фон Изенбург-Гренцау (на немски: Eberhard von Isenburg-Grenzau; * 1356; † сл. 17 януари 1395 или 1399) от фамилията Изенберг, е господар на Изенбург-Гренцау.

## Произход
Той е син на Филип I фон Изенбург-Гренцау-Филмар († 22 март 1370) и съпругата му Маргарета фон Катценелнбоген († 9 юли 1370), дъщеря на граф Герхард фон Катценелнбоген († 1311/1312) и Маргарета фон Марк († 1327).

## Фамилия
Еберхард се жени пр. 20 март 1371 г. за Мехтилд фон Марк († 6 август 1406), дъщеря на граф Адолф II фон Марк († 1347) и Маргарета фон Клеве († 1348). Те имат децата:
- Филип II фон Изенбург-Гренцау (* ок. 1376; † 1439/1440), няма деца, женен пр. 17 януари 1395 г. за Катарина фон Изенбург-Гренцау († 15 юни 1341), дъщеря на Салентин V фон Изенбург
- Мехтилд фон Изенбург-Бюдинген-Гренцау († сл. 2 февруари 1436), омъжена пр. 12 декември 1415 г. за граф Йохан I фон Насау-Байлщайн-Менгерскирхен († 1473), син на граф Хайнрих II фон Насау-Байлщайн († 1412)
- Аделхайд фон Изенбург-Бюдинген-Гренцау, омъжена за Салентин VI фон Изенбург-Гренцау († 1458)
- Катарина фон Изенбург-Бюдинген ((* ок. 1413; † 21 декември 1465, погребана в Роделхайм), омъжена за Франк XII фон Кронберг
- Мария фон Изенбург-Бюдинген-Гренцау († сл. 1396), омъжена пр. 1396 г. за Салентин VI фон Изенбург-Гренцау († 1458)